# Ivan Zajc

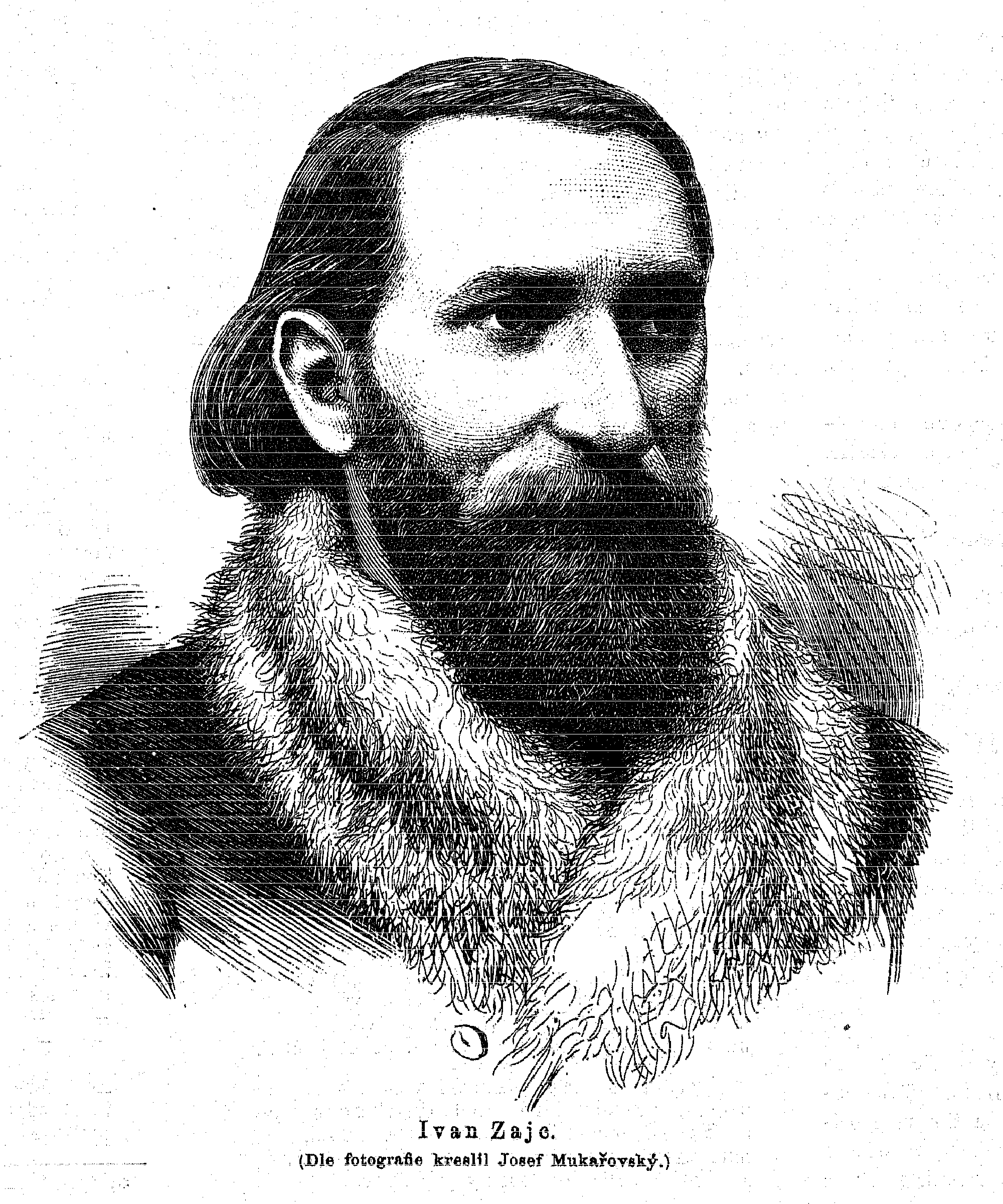
Ivan Zajc (1875)

Ivan Zajc [ˈiʋaːn ˈzajts] (auch Johann oder italienisch Giovanni; auch Zaic, Zajitz, Zaytc, Zaitz, von Zaytz; * 3. August 1832 in Fiume, Kaisertum Österreich; † 16. Dezember 1914 in Agram, Österreich-Ungarn) war ein Komponist und Dirigent der Illyrischen Bewegung.

## Leben

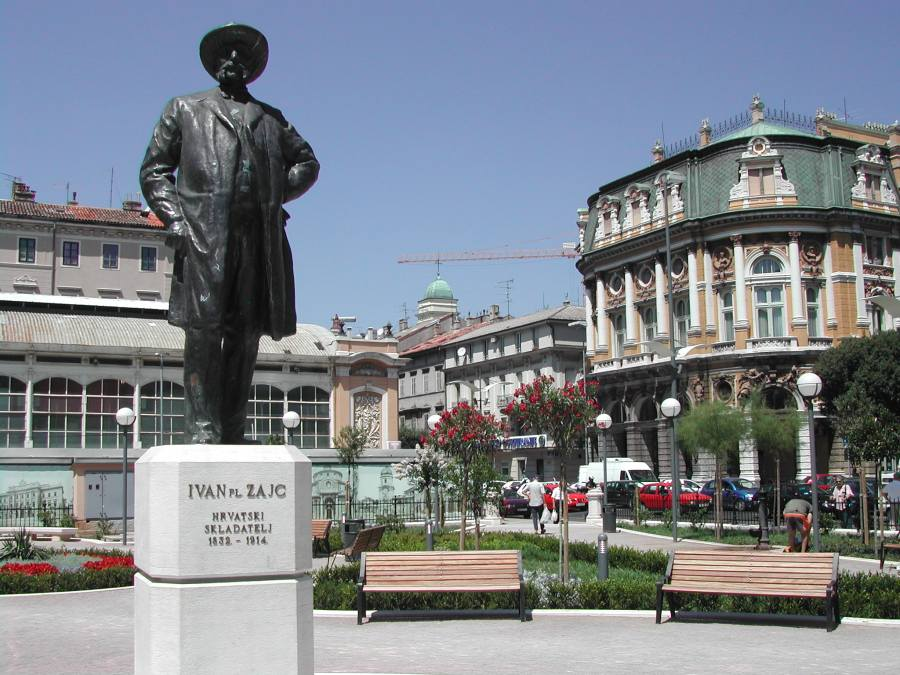
Zajc-Denkmal in Rijeka

Zajc war der Sohn des aus Pressburg nach Fiume übersiedelten Militärmusikers Johann Nepomuk Zajitz (1800–1854). Er besuchte zunächst in Fiume die Musikschule, ehe er in den Jahren 1850 bis 1855 ein Studium am Konservatorium in Mailand absolvierte. Nach dem Tod seiner Eltern kehrte Zajc 1855 zurück in seine Heimatstadt, in der er eine Stelle als Dirigent und Konzertmeister annahm, am dortigen philharmonischen Institut Saiteninstrumente unterrichtete und eine Anzahl Kompositionen in den für ihn typischen Tempi schrieb. Nachdem Zajc 1860 mit seiner Oper Amelia ossia Il Bandito einen großen Erfolg verbuchen konnte, entschloss er sich 1862, nach Wien zu gehen, wo zu dieser Zeit eine blühende Theater- und Opern-Landschaft existierte.
Dort wurde er sehr beliebt wegen seiner Operetten Mannschaft an Bord (1863), Der Junge auf dem Boot (1863) und Die Hexe von Boisy (1866). 
Er lebte in der Zeit der Illyrischen Bewegung, die ihn beeinflusste und zu einem glühenden Patrioten machte. Er wünschte sich nichts sehnlicher als die Vereinigung der fünf kroatischen Gespanschaften, die unter verschiedenen Herrschaften standen, und die Befreiung Kroatiens von Österreich-Ungarn. Alle diese Gefühle verarbeitete er in seinen Opern Mislav (1870), Ban Leget (1872), Nikola Šubić-Zrinjski (1876) und Lizinka (1878). Weiterhin sind von ihm zahlreiche Werke für Solostimme, für Chor, Orchester, Klavier und ein Oratorium erhalten. Nach seinem Tod wurde er auf dem Mirogoj-Friedhof in Zagreb beigesetzt.